# Афанасий (Самбикин)
Архимандри́т Афанаси́й (в миру Иван Дмитриевич Самбикин; 15 января 1868, Воронеж — не ранее 1918) — архимандрит Русской православной церкви, настоятель Московского Сретенского монастыря.

## Биография
Родился 15 января 1868 года в городе Воронеже в семье священника Димитрия Ивановича Самбикина.
В 1882 году окончил 2-е Тамбовское духовное училище, в 1888 году — Воронежскую духовную семинарию по I разряду.
В 1892 году окончил Киевскую духовную академию 25-м по списку со степенью кандидата богословия за сочинение «Св. Анастасий, Патриарх Антиохийский, и его творения».
В том же году был назначен преподавателем в Приворотское духовное училище. В 1893 году назначен смотрителем этого учебного заведения.
3 июня 1893 года наместником Киево-Печерской лавры архимандритом Сергием (Ланиным) в Ближних Пещерах был пострижен в монашество с именем Афанасий в честь святителя Афанасия Александрийского. В том же году рукоположен в сан иеродиакона и иеромонаха.
В 1897 году был определён смотрителем Донского духовного училища города Москвы.
30 июня 1899 года назначен ректором Тамбовской духовной семинарии, в связи с чем 25 июля того же года в Москве возведён в сан архимандрита
15 февраля 1902 года назначен настоятелем Жировицкого Успенского монастыря Гродненской епархии.
22 апреля 1904 года перемещён на должность настоятеля в Московский Знаменский монастырь. Избран членом Московской духовной консистории.
В феврале 1908 года назначен настоятелем Сретенского монастыря в Москве
В юбилейном издании к 300-летию дома Романовых его характерезуют так: «Являясь образцом истинного христианина, архимандрит Афанасий пользуется большим уважением монахов, учащихся и духовного мира, в коем приобрёл высокую репутацию, как выдающийся деятель духовного мира».
В 1916 году упомянут также почётным пожизненным членом попечительства о бедных учениках II Тамбовского духовного училища.
Выехал из монастыря в августе 1918 года и по неизвестным причинам не возвращался в монастырь. 30 января 1919 года в связи с невозвращением из отпуска на должность управляющего монастырём был назначен архимандрит Леонид (Скобеев), а через полгода — архимандрит Гурий (Степанов). 3 октября 1919 года состоялось заседание Священного Синода под председательством Патриарха Тихона, на котором в том числе был рассмотрен вопрос об увольнении архимандрита Афанасия от должности настоятеля Сретенского монастыря. Было постановлено: «Ввиду продолжительного неприбытия архимандрита Афанасия из разрешённого ему в августе 1918 года отпуска, уволить названного архимандрита от должности настоятеля московского Сретенского монастыря. Исполнено 15/28 октября 1919 года». Дальнейшая судьба не известна.